# Император Пётр I (линейный корабль)
«Император Пётр I» — 110-пушечный парусный линейный корабль Балтийского флота России. Был заложен 5 (17) декабря 1827 года, спущен на воду 2 (14) мая 1829 года. Принимал участие в Крымской войне 1853—1856 годов.

## Тип «Император Александр I»
Корабль «Император Пётр I» был одним из трёх кораблей типа «Император Александр I». Трёхдечные линейные корабли этого типа строились в Главном адмиралтействе Санкт-Петербурга кораблестроителем Г. С. Исаковым.

## История службы
Корабль в составе эскадр выходил в практические плавания в Балтийское море и Финский залив в 1830, 1832, 1833, 1836, 1838, 1839, 1841, 1842 и 1851 годах.
В июле—сентябре 1835 года в составе эскадры вице-адмирала П. И. Рикорда на корабле из Кронштадта в Данциг, а затем — в Ревель был доставлен Гвардейский корпус.
15 июля 1829 года капитаном корабля был назначен приватир Илья Владимирович Комаров.
3 июля 1836 года «Император Пётр I» участвовал в церемонии встречи Балтийским флотом ботика Петра I.
В 1849—1850 годах в Кронштадте корабль был тимберован.
В мае 1854 года корабль занял позицию на фарватере у форта Кроншлот на случай прорыва кораблей противника. В августе, находясь во главе эскадры под флагом адмирала Рикорда, «Император Пётр I» выходил к Красной Горке, а в следующем году стоял в состоянии готовности в Кронштадте.
После окончания Крымской войны не вооружался, выходов в море не совершал.
5 января 1863 года «Император Пётр I» был исключён из списков судов Балтийского Флота.

## Командиры
Командирами корабля служили:
- 1829 — А. П. Авинов
- 1830 - И. В. Комаров
- 1830 — Н. С. Зыбин
- 1832—1837 — И. П. Епанчин
- 1838—1839, 1841—1849 — А. В. Щулепников
- 1850—1855 — К. И. Григорович
- 16.01.1856 — хх.хх.1857 — капитан 1-го ранга Тишевский, Александр Яковлевич
- хх.хх.хххх — 06.07.1859 — капитан 1-го ранга Поплонский, Василий Константинович